# Abu Ahmad al-Alwani
Waleed Jassem al-Alwani, også kendt under pseudonymet Abu Ahmad al-Alwani, var en ledende kommandør i Islamisk Stat og medlem af dets militære råd.
Han var tidligere officer i den irakiske hær under Saddam Hussein, i 2014 blev han reporteret dræbt i et luftangreb i avisen The Sun. Hans død blev aldrig bekræftet af USA eller Islamisk Stat, og i 2015 refererede flere medier til ham, som om han var i live.